# ایستگاه ترمینال کروز بین‌المللی توکیو
ایستگاه ترمینال کروز بین‌المللی توکیو (به ژاپنی: 東京国際クルーズターミナル駅, Tōkyō Kokusai Kurūzu Tāminaru-eki))، ایستگاهی در خط یوریکامومه در کوتو-کو، توکیو، ژاپن است. شماره آن "U-08" است.